# Hawajskie Koszule Żory
Stowarzyszenie Sportowe Klub Sportowy Hawajskie Koszule Żory – klub koszykarski z Żor, którego drużyna seniorów – pod nazwą Hawajskie Koszule Bank Spółdzielczy w Żorach – występuje obecnie w II lidze koszykówki mężczyzn.

## Historia
Klub sportowy został założony w 2003 roku (data rejestracji stowarzyszenia kultury fizycznej – 22 stycznia 2003). Od 1999 roku rozpoczęła się historia klubu. Początek – przed założeniem klubu – dały dwie osiedlowe drużyny z Osiedla Korfantego i Osiedla Powstańców Śląskich. Na początku żorscy koszykarze brali udział głównie w turniejach streetballowych i ligach amatorskich. Pierwszym prezesem Zarządu stowarzyszenia był Ireneusz Ryszkiel (2003 – 2005). Obecnie funkcję tę pełni Adrian Fojcik (od 2005). W sezonach 2007/08 i 2008/09 zespół seniorów występował w II lidze koszykówki zajmując (odpowiednio) XII i XIII (spadek) lokatę. W sezonie 2009/10 zespół seniorów zwyciężył w III-ej lidze organizowanej przez Śląski Związek Koszykówki nie zaznając goryczy porażki. Awans do drugiej ligi drużyna prowadzona przez trenera Łukasza Szymika uzyskała po przejściu 3-stopniowych rozgrywek zakończonych wywalczeniem trzeciego miejsca w finałowym turnieju w Przemyślu w maju 2010.

## Nazwa
Nazwa pochodzi od tytułu piosenki białostockiego zespołu JedenSiedem z płyty "Ekspedycje".